# Bruno Crome
Bruno Crome (* 4. Januar 1877 in Einbeck; † 12. Februar 1933 in Göttingen) war ein deutscher germanistischer Mediävist und Museumsdirektor.

## Leben
Bruno Crome entstammte dem sogen. Johann-Dietrich-Zweig der Familie Crome und war der erste Sohn und das erste überlebende Kind des Einbecker Fotografen August Krome (1844–1925) und dessen Frau Friederike geb. Kuhlmann (1855–1936).
Er wurde Schüler von Moritz Heyne und wurde bei diesem 1901 an der Universität Göttingen promoviert. In dessen Nachfolge war er von 1906 bis zu seinem Tod Direktor der Städtischen Altertumssammlung in Göttingen. Von 1929 bis zu seinem Tod war er Vorsitzender des Göttinger Geschichtsvereins. Er betätigte sich als Flurnamensammler und arbeitete an Band 10 des Grimmschen Wörterbuchs mit.
Verheiratet war er ab 1905 mit Elisabeth geb. Flinth (* 17. Dezember 1880; † 7. Dezember 1969). Ihr ältester Sohn war der Klassische Archäologe Johann Friedrich Crome (1906–1962).

## Schriften (Auswahl)
- Hof und Hufe. Eine philologische Untersuchung. Göttingen 1901 (Dissertation).
- Führer durch die Altertumssammlung. Göttingen 1919.
- Zur Vor- und Frühgeschichte von Südhannover. In: Vaterländische Geschichten und Denkwürdigkeiten der Lande Braunschweig und Hannover, hrsg. von W. Goerges, F. Spehr, 3. Auflage neu hrsg. von Franz Fuhse, Bd. 3, 1927, S. 123–134.
- Göttinger Friedhöfe. Teil 1 Albani-Friedhof. Göttingen 1930.